# Lonaconing
Lonaconing är en kommun (town) i Allegany County i Maryland. Vid 2010 års folkräkning hade Lonaconing 1 214 invånare.

## Kända personer från Lonaconing
- Binger Hermann, politiker